# César Maluco
César Augusto da Silva Lemos, plus connu sous le nom de César Maluco ou encore tout simplement de César, né le 17 mai 1945 à Niterói au Brésil, est un joueur de football international brésilien qui évoluait au poste d'attaquant.

## Biographie

### Carrière en club
Avec l'équipe de Palmeiras, il remporte 4 titres de champion du Brésil. Il atteint avec cette équipe la finale de la Copa Libertadores en 1968, en étant battu par le club argentin de l'Estudiantes de La Plata.

### Carrière en sélection
Avec l'équipe du Brésil, il joue 8 matchs, sans inscrire de but, entre 1968 et 1974. 
Il reçoit sa première sélection en équipe du Brésil le 9 juin 1968 contre l'Uruguay, et sa dernière le 12 mai 1974 contre le Paraguay.
Il figure dans le groupe des sélectionnés lors de la Coupe du monde de 1974. Il ne joue aucun match lors de la phase finale du mondial organisé en Allemagne.

## Palmarès

### Palmarès en club
| Flamengo - Championnat de Rio de Janeiro (1) : - Champion : 1965. - Vice-champion : 1966. |  | Palmeiras \| - Championnat du Brésil (4) : - Champion : 1967, 1969, 1972 et 1973. - Vice-champion : 1970. - Meilleur buteur : 1967 (15 buts). - Championnat de São Paulo (2) : - Champion : 1972 et 1974. - Meilleur buteur : 1971 (18 buts). \| \| - Copa Libertadores : - Finaliste : 1968. \| |
| - Championnat du Brésil (4) : - Champion : 1967, 1969, 1972 et 1973. - Vice-champion : 1970. - Meilleur buteur : 1967 (15 buts). - Championnat de São Paulo (2) : - Champion : 1972 et 1974. - Meilleur buteur : 1971 (18 buts). |  | - Copa Libertadores : - Finaliste : 1968. |

### Palmarès en sélection
Brésil
- Copa Rio Branco (1) :
  - Vainqueur : 1968.